# Febvin-Palfart
Febvin-Palfart est une commune française située dans le département du Pas-de-Calais en région Hauts-de-France. Ses habitants sont appelés les Febvinois.
La commune fait partie de la communauté d'agglomération du Pays de Saint-Omer qui regroupe 53 communes et compte 104 937 habitants en 2021.

## Géographie

### Localisation
Localisée dans le centre-est du département du Pas-de-Calais, Febvin-Palfart est une commune située, à vol d'oiseau, à 12 km à l'ouest de la commune de Lillers et à 29 km au sud de la commune de Saint-Omer (chef-lieu d'arrondissement).
Le territoire de la commune est limitrophe de ceux de neuf communes.
Les communes limitrophes sont Laires, Ligny-lès-Aire, Prédefin, Westrehem, Fiefs, Fléchin, Fontaine-lès-Boulans, Fontaine-lès-Hermans, Enquin-lez-Guinegatte et Enquin-les-Mines.

### Géologie et relief
La superficie de la commune est de 14,51 km2 ; son altitude varie de 87  à   196 m.

### Hydrographie
Le territoire de la commune est situé dans le bassin Artois-Picardie.
La commune est traversée par quatre cours d'eau :
- le ruisseau Surgeon, d'une longueur de  9,37 km, qui prend sa source dans la commune et se jette dans la Laquette au niveau de la commune d'Estrée-Blanche[4] ;

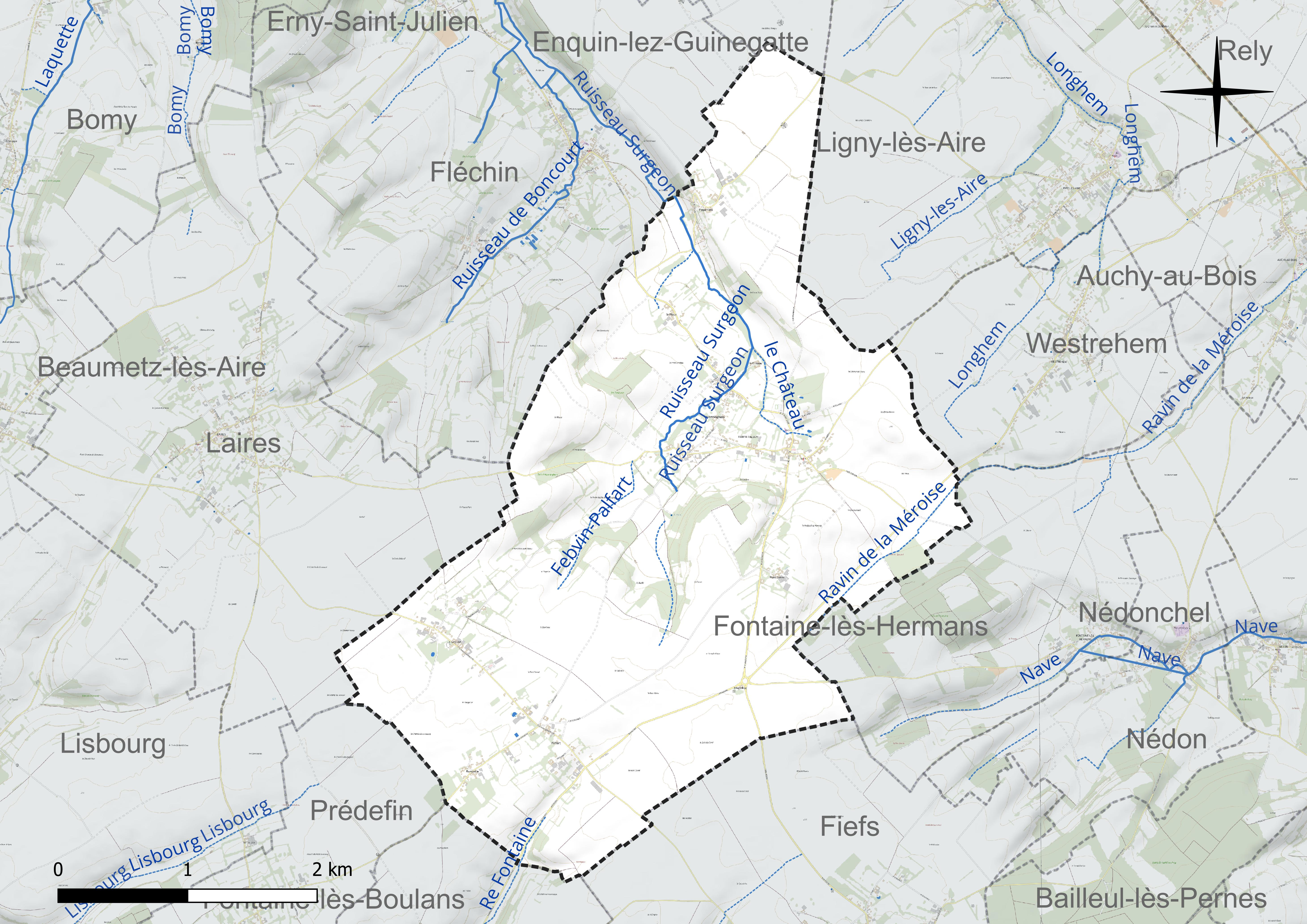
Réseau hydrographique de Febvin-Palfart.

- le Ravin de la Méroise, d'une longueur de 9,32 km, qui prend sa source dans la commune et se jette dans la Nave au niveau de la commune de Lespesses[5] ;
- le re fontaine, d'une longueur de  4,76 km, qui prend sa source dans la commune et se jette dans le Faux au niveau de la commune d'Heuchin[6] ;
- le Château, d'une longueur de  1,08 km, qui prend sa source dans la commune et se jette dans le ruisseau Surgeon au niveau de la commune[7].

### Climat
Pour des articles plus généraux, voir Climat des Hauts-de-France et Climat du Pas-de-Calais.
En 2010, le climat de la commune est de type climat océanique franc, selon une étude du CNRS s'appuyant sur une série de données couvrant la période 1971-2000. En 2020, Météo-France publie une typologie des climats de la France métropolitaine dans laquelle la commune est exposée à un climat océanique et est dans la région climatique Côtes de la Manche orientale, caractérisée par un faible ensoleillement (1 550 h/an) ; forte humidité de l’air (plus de 20 h/jour avec humidité relative > 80 % en hiver), vents forts fréquents.
Pour la période 1971-2000, la température annuelle moyenne est de 10 °C, avec une amplitude thermique annuelle de 13,2 °C. Le cumul annuel moyen de précipitations est de 899 mm, avec 12,7 jours de précipitations en janvier et 9,2 jours en juillet. Pour la période 1991-2020, la température moyenne annuelle observée sur la station météorologique la plus proche, située sur la commune de Fiefs à 4 km à vol d'oiseau, est de 10,4 °C et le cumul annuel moyen de précipitations est de 1 070,6 mm,. Pour l'avenir, les paramètres climatiques de la commune estimés pour 2050 selon différents scénarios d'émission de gaz à effet de serre sont consultables sur un site dédié publié par Météo-France en novembre 2022.
| Mois                                  | jan.             | fév.             | mars             | avril         | mai           | juin            | jui.           | août         | sep.           | oct.            | nov.            | déc.             | année      |
| ------------------------------------- | ---------------- | ---------------- | ---------------- | ------------- | ------------- | --------------- | -------------- | ------------ | -------------- | --------------- | --------------- | ---------------- | ---------- |
| Température minimale moyenne (°C)     | 1,1              | 1,2              | 2,8              | 4,7           | 7,8           | 10,7            | 12,8           | 12,9         | 10,4           | 7,6             | 4,3             | 1,8              | 6,5        |
| Température moyenne (°C)              | 3,5              | 4                | 6,6              | 9,4           | 12,7          | 15,5            | 17,7           | 17,8         | 14,9           | 11,1            | 7               | 4,2              | 10,4       |
| Température maximale moyenne (°C)     | 6                | 6,9              | 10,3             | 14,2          | 17,6          | 20,4            | 22,7           | 22,7         | 19,3           | 14,7            | 9,7             | 6,6              | 14,3       |
| Record de froid (°C) date du record   | −18,5 09.01.1985 | −17,5 23.02.1956 | −13,9 07.03.1971 | −6 25.04.1955 | −5 02.05.1960 | −3,2 02.06.1962 | 3,2 04.07.1964 | 4 29.08.1964 | 0,2 30.09.1954 | −6 29.10.1997   | −11 30.11.1978  | −12,9 29.12.1996 | −18,5 1985 |
| Record de chaleur (°C) date du record | 15,2 01.01.22    | 19,8 28.02.1960  | 25,1 31.03.21    | 27 29.04.1955 | 34 25.05.1953 | 35,5 30.06.1957 | 40,6 25.07.19  | 37 10.08.03  | 33,6 09.09.23  | 30,8 01.10.1959 | 19,5 06.11.1955 | 17 01.12.00      | 40,6 2019  |
| Précipitations (mm)                   | 103,9            | 86,5             | 76,4             | 64,4          | 76,4          | 74,4            | 80,7           | 85,1         | 83,3           | 100,9           | 112,8           | 125,8            | 1 070,6    |

### Paysages
Pour un article plus général, voir Paysage en France.
La commune s'inscrit dans les « paysages des hauts plateaux artésiens » tels qu’ils sont définis dans l’atlas de paysages de la région Nord-Pas-de-Calais, conçu par la direction régionale de l'Environnement, de l'Aménagement et du Logement (DREAL),.
Ces paysages, qui concernent 77 communes du Pas-de-Calais, se situent à l'extrémité ouest des collines de l'Artois qui traversent le Pas-de-Calais d'Arras au Boulonnais. L'altitude de ces paysages dépassent les 180 mètres. Ces dimensions sont modestes, d'une quinzaine de kilomètres du sud-est au nord-ouest et d'une vingtaine de kilomètres dans sa dimension la plus grande.
Ces « paysages des hauts plateaux artésiens », appelés aussi « Haut Artois », se caractérisent par trois ensembles écopaysagers : 
- l'ensemble mésophile ouvert du plateau artésien calcaire ;
- l'ensemble alluvial des fonds de vallée de la Lys et de l'Aa ;
- l'ensemble calcicole des versants calcaires des vallées[15].

Le « Haut Artois » dispose d'une importante densité de corridors biologiques bien interconnectés.
Dans le « Haut Artois », pas de villes, c'est une des rares terres rurales de la région, les communes les plus importantes sont, du nord au sud, Lumbres, Fauquembergues et Fruges. Le « Haut Artois », drainé par l'Aa et la Lys, constitue le sommet de l'anticlinal artésien, paysage ventée, froid et aux précipitations importantes qui en font le château d'eau régional.
Leș cultures représentent environ 60 % des sols, les prairies entre 26 et 27 %, les bois de 5 à 8 % et les villages et bourgs de 5 à 8 %, l'industrie y est peu présente.

### Milieux naturels et biodiversité

#### Zones naturelles d'intérêt écologique, faunistique et floristique
L’inventaire des zones naturelles d'intérêt écologique, faunistique et floristique (ZNIEFF) a pour objectif de réaliser une couverture des zones les plus intéressantes sur le plan écologique, essentiellement dans la perspective d’améliorer la connaissance du patrimoine naturel national et de fournir aux différents décideurs un outil d’aide à la prise en compte de l’environnement dans l’aménagement du territoire.
Le territoire communal comprend une ZNIEFF de type 1 : le vallon de Bergueneuse à Fiefs, d’une superficie de 934 hectares et d'une altitude variant de 60 à 185 mètres. Cette ZNIEFF, qui s’étend au nord/nord-ouest de la commune d’Anvin, est une des plus importantes vallées sèches drainant les collines de l'Artois.
et une ZNIEFF de type 2 : la vallée de la Ternoise et ses versants de Saint-Pol-sur-Ternoise à Hesdin et le vallon de Bergueneuse. Cette ZNIEFF, située au nord d'une ligne allant de Saint-Pol-sur-Ternoise à Hesdin, d’une superficie de 9 502 hectares et d'une altitude variant de 22 à 90 mètres, présente des fonds de vallées, des coteaux crayeux et des zones prairiales.

Carte des ZNIEFF de type 1 et 2 sur la commune
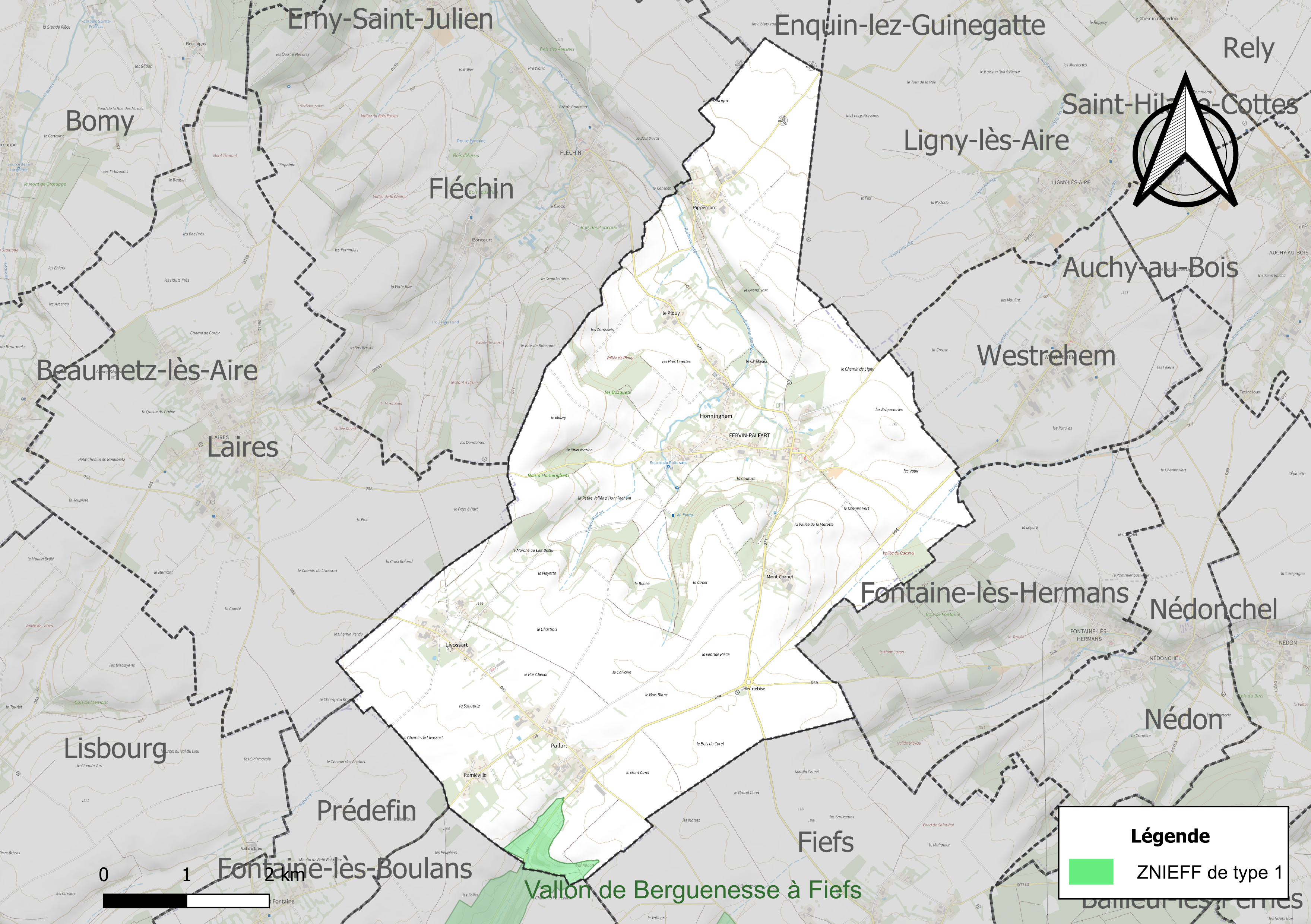
Carte de la ZNIEFF de type 1 sur la commune.
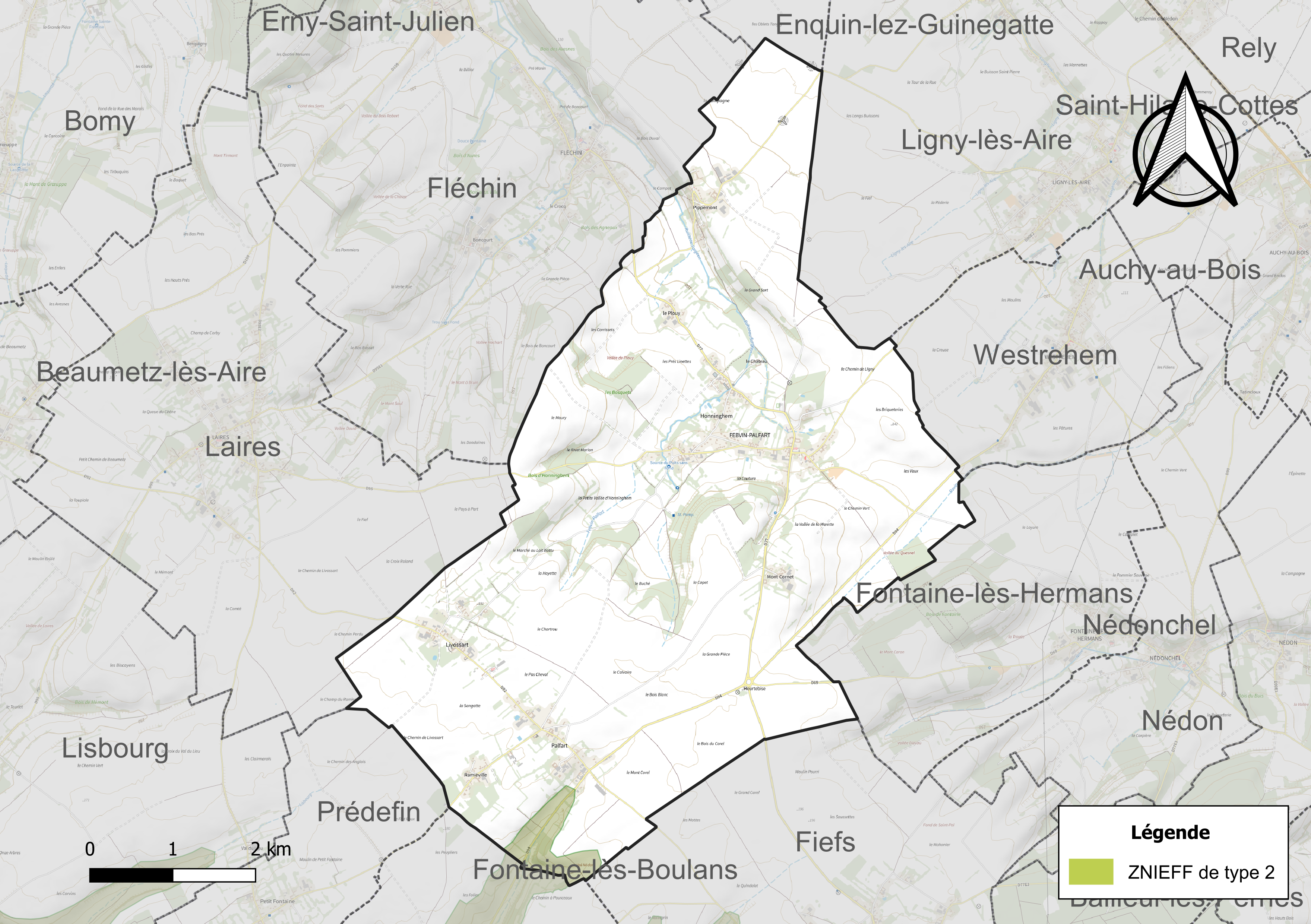
Carte de la ZNIEFF de type 2 sur la commune.

## Urbanisme

### Typologie
Au 1er janvier 2024, Febvin-Palfart est catégorisée commune rurale à habitat dispersé, selon la nouvelle grille communale de densité à sept niveaux définie par l'Insee en 2022.
Elle est située hors unité urbaine et hors attraction des villes,.

### Occupation des sols
L'occupation des sols de la commune, telle qu'elle ressort de la base de données européenne d’occupation biophysique des sols Corine Land Cover (CLC), est marquée par l'importance des territoires agricoles (97,6 % en 2018), une proportion sensiblement équivalente à celle de 1990 (97,4 %). La répartition détaillée en 2018 est la suivante : 
terres arables (68,5 %), prairies (23,1 %), zones agricoles hétérogènes (6 %), zones urbanisées (2,4 %). L'évolution de l’occupation des sols de la commune et de ses infrastructures peut être observée sur les différentes représentations cartographiques du territoire : la carte de Cassini (XVIIIe siècle), la carte d'état-major (1820-1866) et les cartes ou photos aériennes de l'IGN pour la période actuelle (1950 à aujourd'hui).

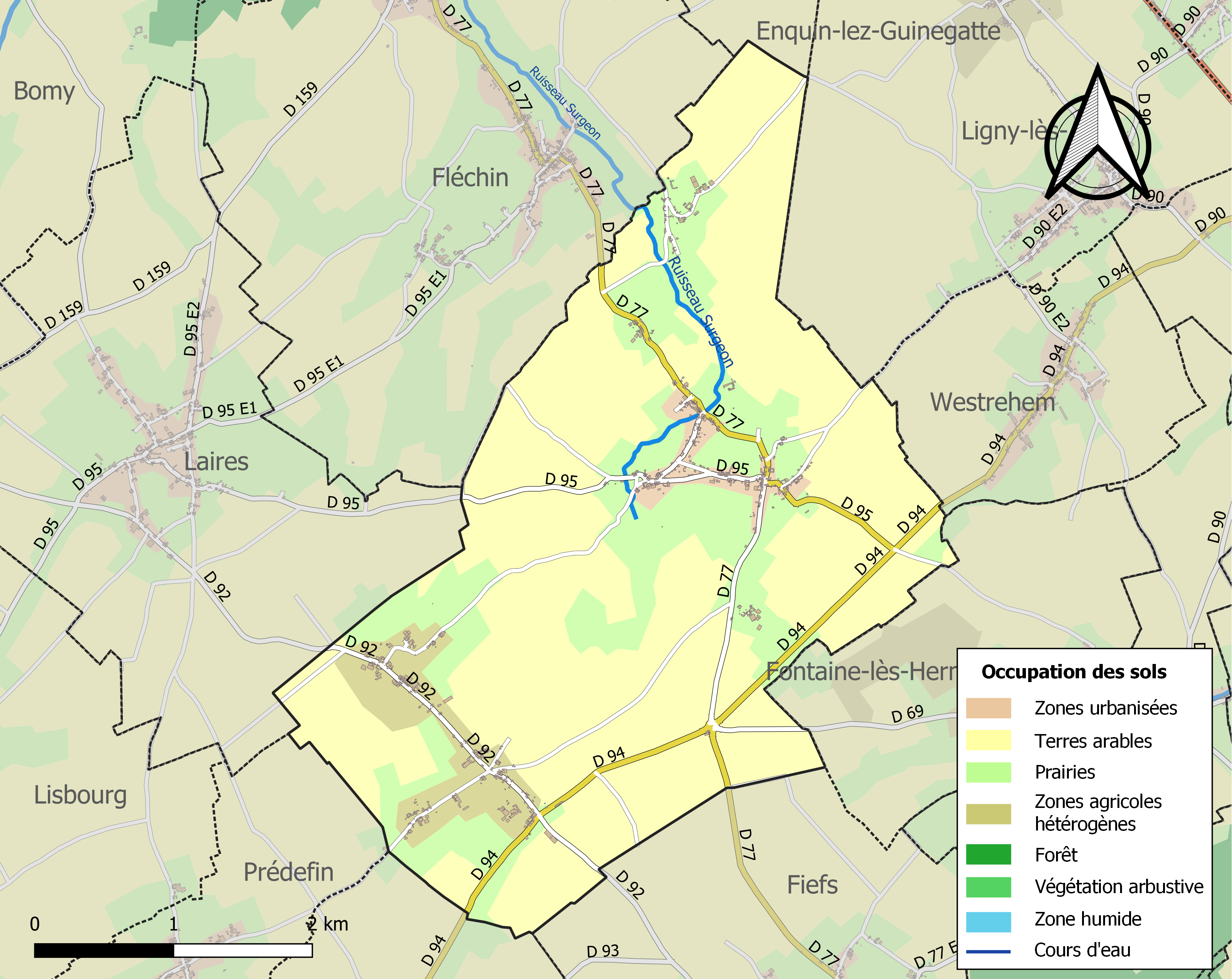
Carte des infrastructures et de l'occupation des sols de la commune en 2018 (CLC).

### Lieux-dits, hameaux et écarts
La commune compte trois hameaux, dont Ramiévile.

### Voies de communication et transports

#### Voies de communication
La commune est desservie par les routes départementales D 77, D 92, D 94 et D 95 et est située à 15 km, à l'ouest, de la sortie no 5 de l'autoroute A 26, aussi appelé autoroute des Anglais, reliant Calais à Troyes.

## Toponymie
Le nom de la localité est attesté sous les formes Fevin en 1119 ; Phevin en 1184 ; Fevins au XIVe siècle ; Febvin-Palfart en 1698 ; Febvin Palfait en 1793 ; Febvin-Palfait puis Febvin-Palfart depuis 1801.

## Histoire
Au début de la Seconde Guerre mondiale, pendant la bataille de France, le 30 mai 1940, 32 artilleurs marocains du 254e régiment d'artillerie lourde nord-africaine de la 1re division d'infanterie nord-africaine, faits prisonniers par les Allemands, sont exécutés par les SS,.

## Politique et administration

### Découpage territorial
La commune se trouve dans l'arrondissement de Saint-Omer du département du Pas-de-Calais.

#### Commune et intercommunalités
La commune faisait partie de la communauté de communes du canton de Fauquembergues.
Le 1er janvier 2017, cette intercommunalité rejoint, avec d'autres, la Communauté d'agglomération de Saint-Omer pour former la communauté d'agglomération du Pays de Saint-Omer dont la commune est désormais membre.

#### Circonscriptions administratives
La commune faisait partie depuis 1801 du canton de Fauquembergues. Dans le cadre du redécoupage cantonal de 2014, la commune est intégrée au canton de Fruges.

#### Circonscriptions électorales
Pour l'élection des députés, la commune fait partie de la sixième circonscription du Pas-de-Calais.

### Élections municipales et communautaires

#### Liste des maires
| Période                                  | Période                       | Identité              | Étiquette      | Qualité                                                      |
| ---------------------------------------- | ----------------------------- | --------------------- | -------------- | ------------------------------------------------------------ |
| Les données manquantes sont à compléter. |                               |                       |                |                                                              |
| 1996                                     | 1997                          | M. Jean Pierre Loison | sans étiquette | Profession : Visiteur médical - Démissionnaire               |
| 1997                                     | mars 2017                     | Pierre Deremetz,      |                | Ingénieur Démissionnaire                                     |
| mars 2017                                | En cours (au 21 février 2022) | Jean-Luc Évrard       |                | Cadre de la fonction publique Réélu pour le mandat 2020-2026 |

## Équipements et services publics

### Enseignement
La commune est située dans l'académie de Lille et dépend, pour les vacances scolaires, de la zone B.
La commune administre l'école maternelle « Le Village » en regroupement pédagogique intercommunal (RPI 113).

### Justice, sécurité, secours et défense
La commune dépend du tribunal judiciaire de Saint-Omer, du conseil de prud'hommes de Saint-Omer, de la cour d'appel de Douai, du tribunal de commerce de Boulogne-sur-Mer, du tribunal administratif de Lille, de la cour administrative d'appel de Douai, du pôle nationalité du tribunal judiciaire de Boulogne-sur-Mer et du tribunal pour enfants de Saint-Omer.

## Population et société

### Démographie
Les habitants sont appelés les Febvinois.

#### Évolution démographique
L'évolution du nombre d'habitants est connue à travers les recensements de la population effectués dans la commune depuis 1793. Pour les communes de moins de 10 000 habitants, une enquête de recensement portant sur toute la population est réalisée tous les cinq ans, les populations de référence des années intermédiaires étant quant à elles estimées par interpolation ou extrapolation. Pour la commune, le premier recensement exhaustif entrant dans le cadre du nouveau dispositif a été réalisé en 2008.

En 2022, la commune comptait 612 habitants, en évolution de +2,68 % par rapport à 2016 (Pas-de-Calais : −0,72 %, France hors Mayotte : +2,11 %).
| 1793 | 1800 | 1806 | 1821 | 1831 | 1836 | 1841 | 1846 | 1851 |
| ---- | ---- | ---- | ---- | ---- | ---- | ---- | ---- | ---- |
| 805  | 792  | 784  | 831  | 970  | 906  | 911  | 877  | 862  |

| 1856 | 1861 | 1866 | 1872 | 1876 | 1881 | 1886 | 1891 | 1896 |
| ---- | ---- | ---- | ---- | ---- | ---- | ---- | ---- | ---- |
| 848  | 849  | 841  | 827  | 823  | 839  | 830  | 812  | 749  |

| 1901 | 1906 | 1911 | 1921 | 1926 | 1931 | 1936 | 1946 | 1954 |
| ---- | ---- | ---- | ---- | ---- | ---- | ---- | ---- | ---- |
| 753  | 752  | 710  | 687  | 680  | 694  | 707  | 645  | 674  |

| 1962 | 1968 | 1975 | 1982 | 1990 | 1999 | 2006 | 2008 | 2013 |
| ---- | ---- | ---- | ---- | ---- | ---- | ---- | ---- | ---- |
| 703  | 653  | 612  | 552  | 512  | 497  | 496  | 506  | 574  |

| 2018 | 2022 | - | - | - | - | - | - | - |
| ---- | ---- | - | - | - | - | - | - | - |
| 604  | 612  | - | - | - | - | - | - | - |

#### Pyramide des âges
En 2018, le taux de personnes d'un âge inférieur à 30 ans s'élève à 39,3 %, soit au-dessus de la moyenne départementale (36,7 %). À l'inverse, le taux de personnes d'âge supérieur à 60 ans est de 20,9 % la même année, alors qu'il est de 24,9 % au niveau départemental.
En 2018, la commune comptait 297 hommes pour 307 femmes, soit un taux de 50,83 % de femmes, légèrement inférieur au taux départemental (51,5 %).
Les pyramides des âges de la commune et du département s'établissent comme suit.
| Hommes | Classe d’âge | Femmes |
| ------ | ------------ | ------ |
| 0,7    | 90 ou +      | 1,3    |
| 6,7    | 75-89 ans    | 8,8    |
| 12,1   | 60-74 ans    | 12,1   |
| 15,5   | 45-59 ans    | 17,3   |
| 24,2   | 30-44 ans    | 22,8   |
| 16,2   | 15-29 ans    | 13,0   |
| 24,6   | 0-14 ans     | 24,8   |

| Hommes | Classe d’âge | Femmes |
| ------ | ------------ | ------ |
| 0,5    | 90 ou +      | 1,6    |
| 5,6    | 75-89 ans    | 8,9    |
| 16,7   | 60-74 ans    | 18,1   |
| 20,2   | 45-59 ans    | 19,2   |
| 18,9   | 30-44 ans    | 18,1   |
| 18,2   | 15-29 ans    | 16,2   |
| 19,9   | 0-14 ans     | 17,9   |

## Culture locale et patrimoine

### Lieux et monuments

#### Monument historique
- L'église Sainte-Berthe fait l’objet d’une inscription au titre des monuments historiques depuis le 26 mai 1926[42]. Elle héberge 12 éléments patrimoniaux, répertoriés dans la base Palissy, classés ou inscrits au titre d'objet des monuments historiques, dont trois sont classés[43].

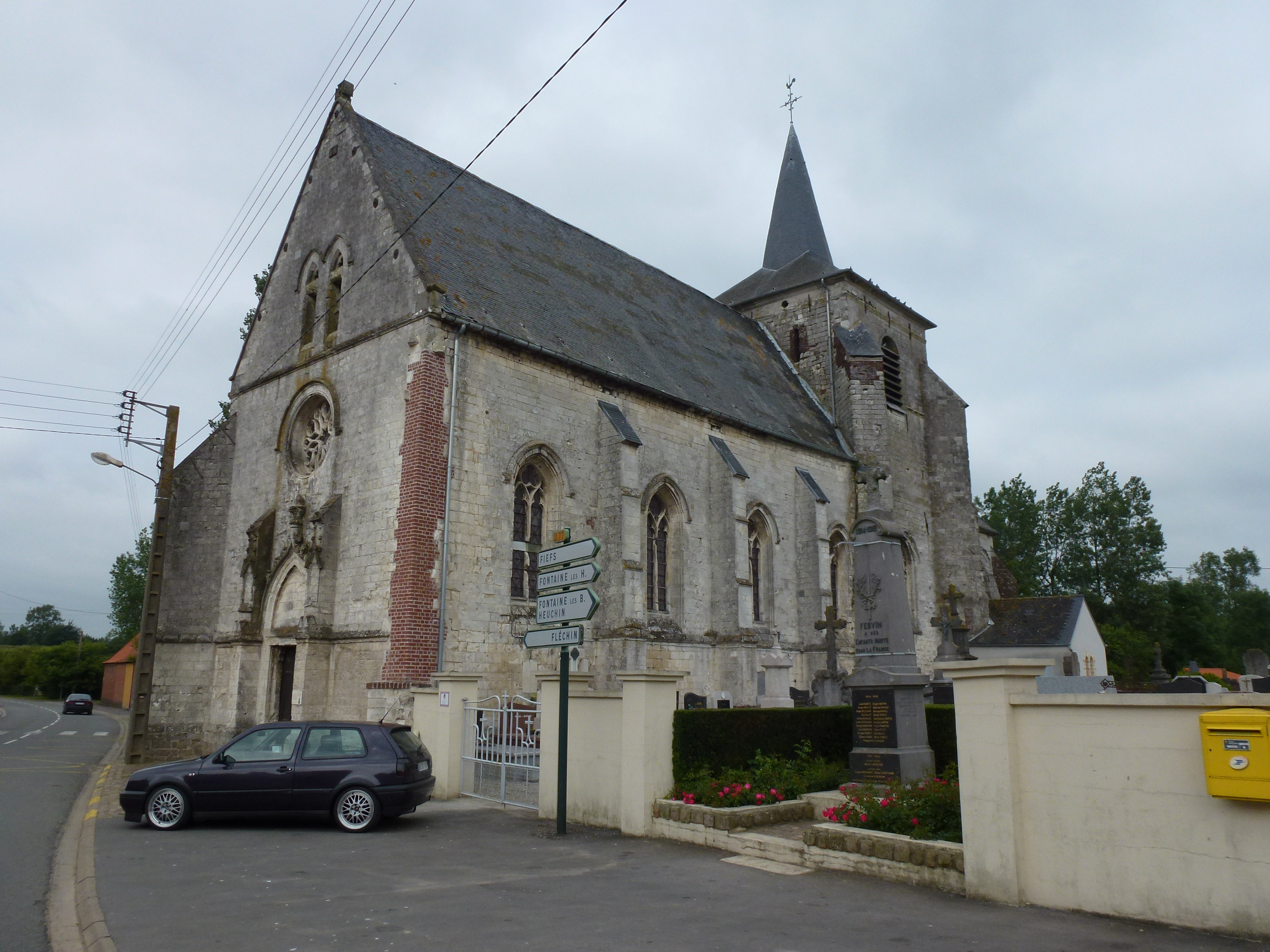
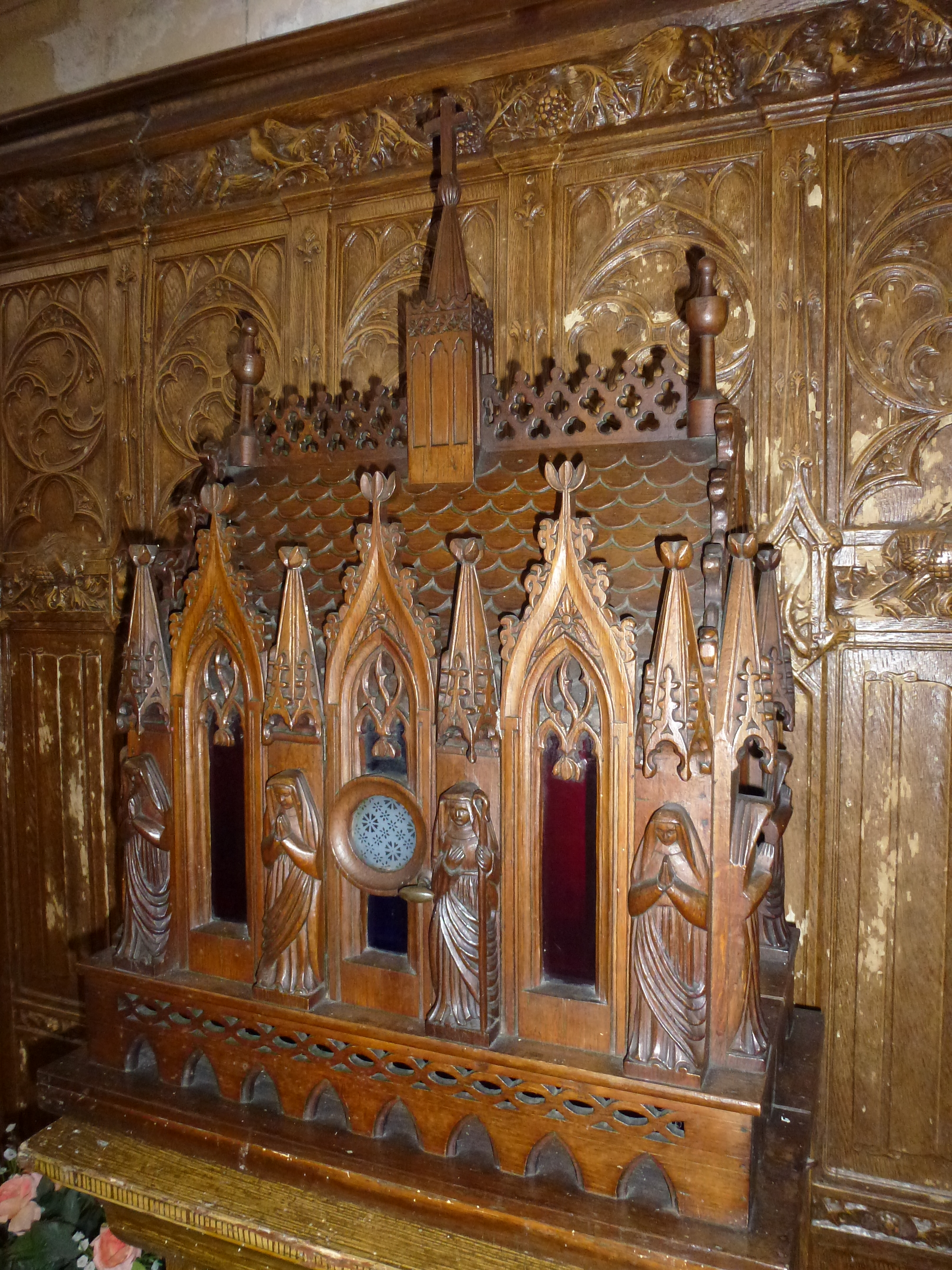
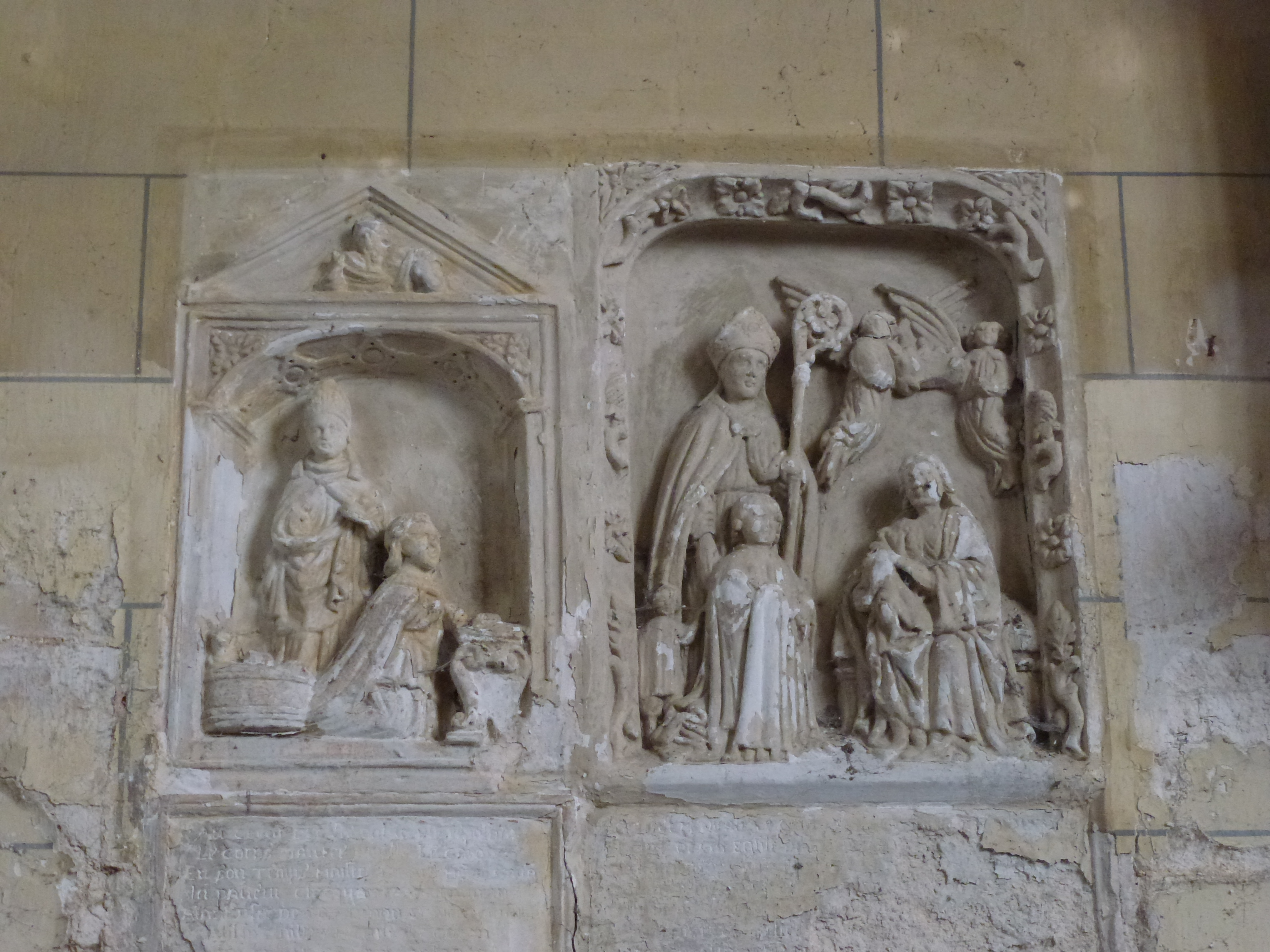
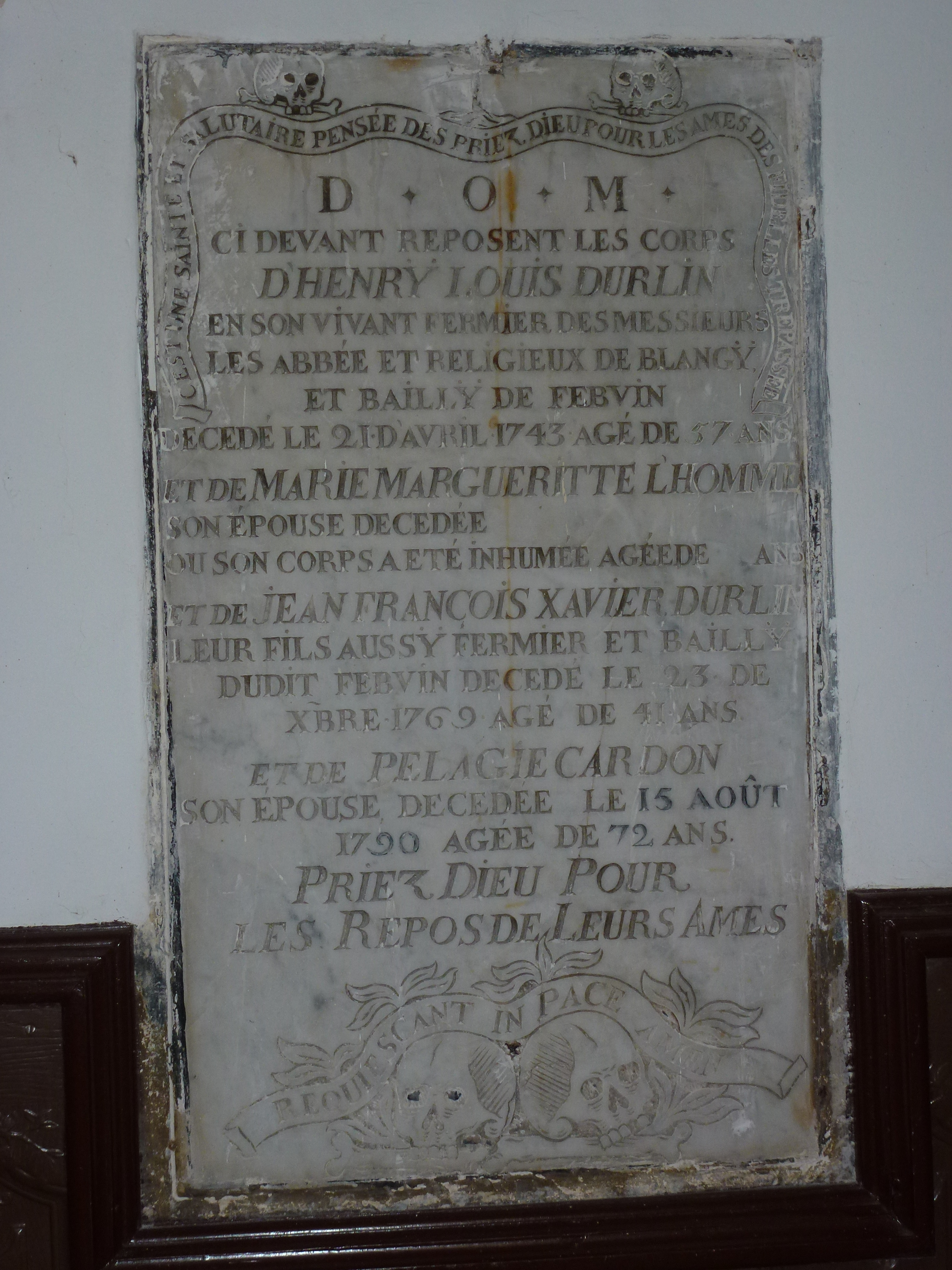

#### Autres monuments
- L'église de l'Immaculée Conception au hameau de Livossart.
- Le monument élevé en 1971 en l'honneur des 32 tirailleurs marocains exécutés par les nazis le 30 mai 1940 et inhumés dans le cimetière communal[44].
- Le monument aux morts surmonté d'une croix latine, dans le cimetière communal[45].
- Le monument aux morts surmonté d'une croix latine, dans le hameau de Livossart[45].
- Les plaques commémoratives dans la paroisse de l'Immaculée Conception au hameau de Livossart[46] :
  - la plaque aux enfants de la paroisse morts pour la France 1914-1918 ;
  - la plaque en hommage à l'équipage d'un bombardier américain.

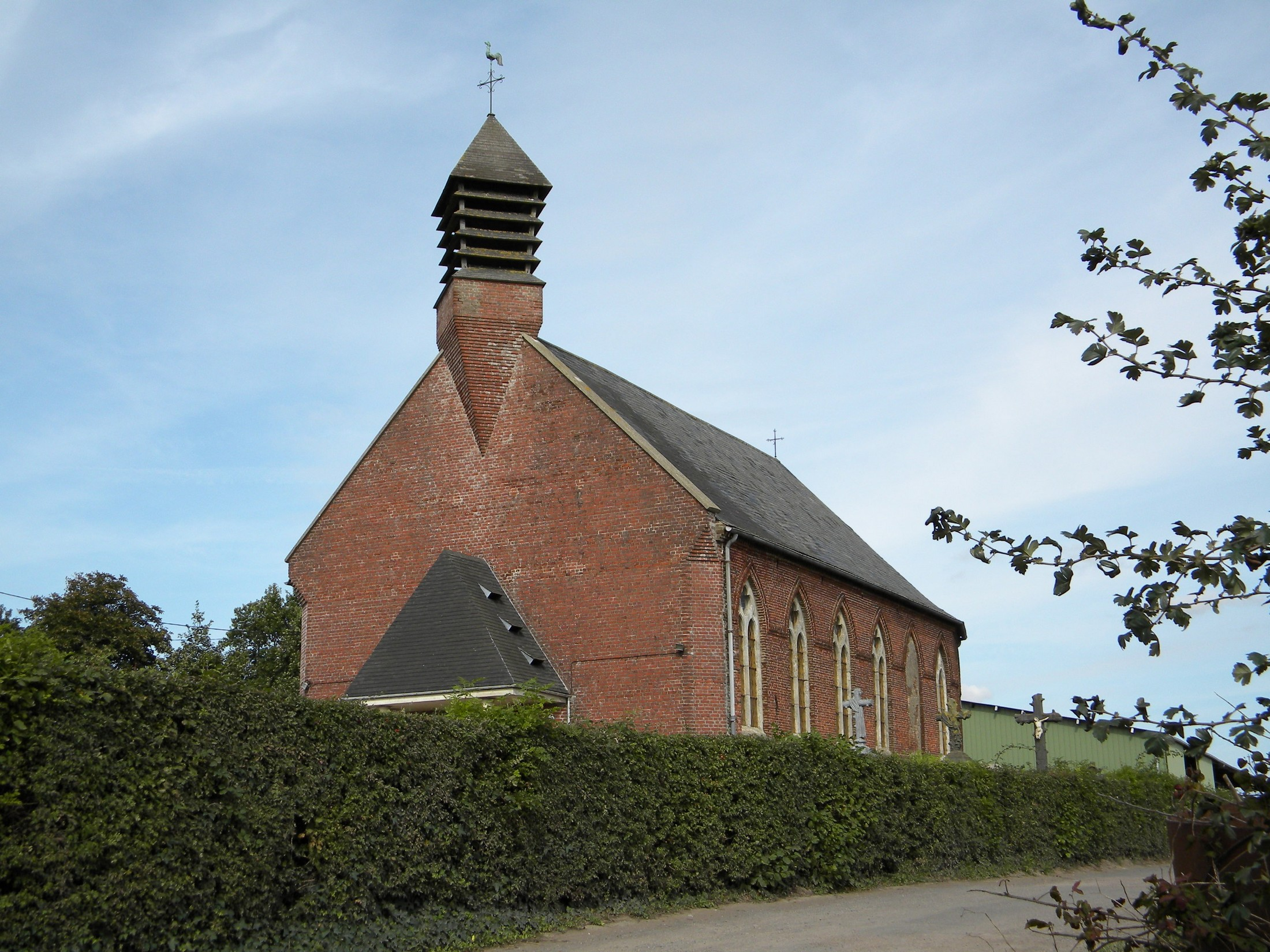
L'église de l'Immaculée Conception.
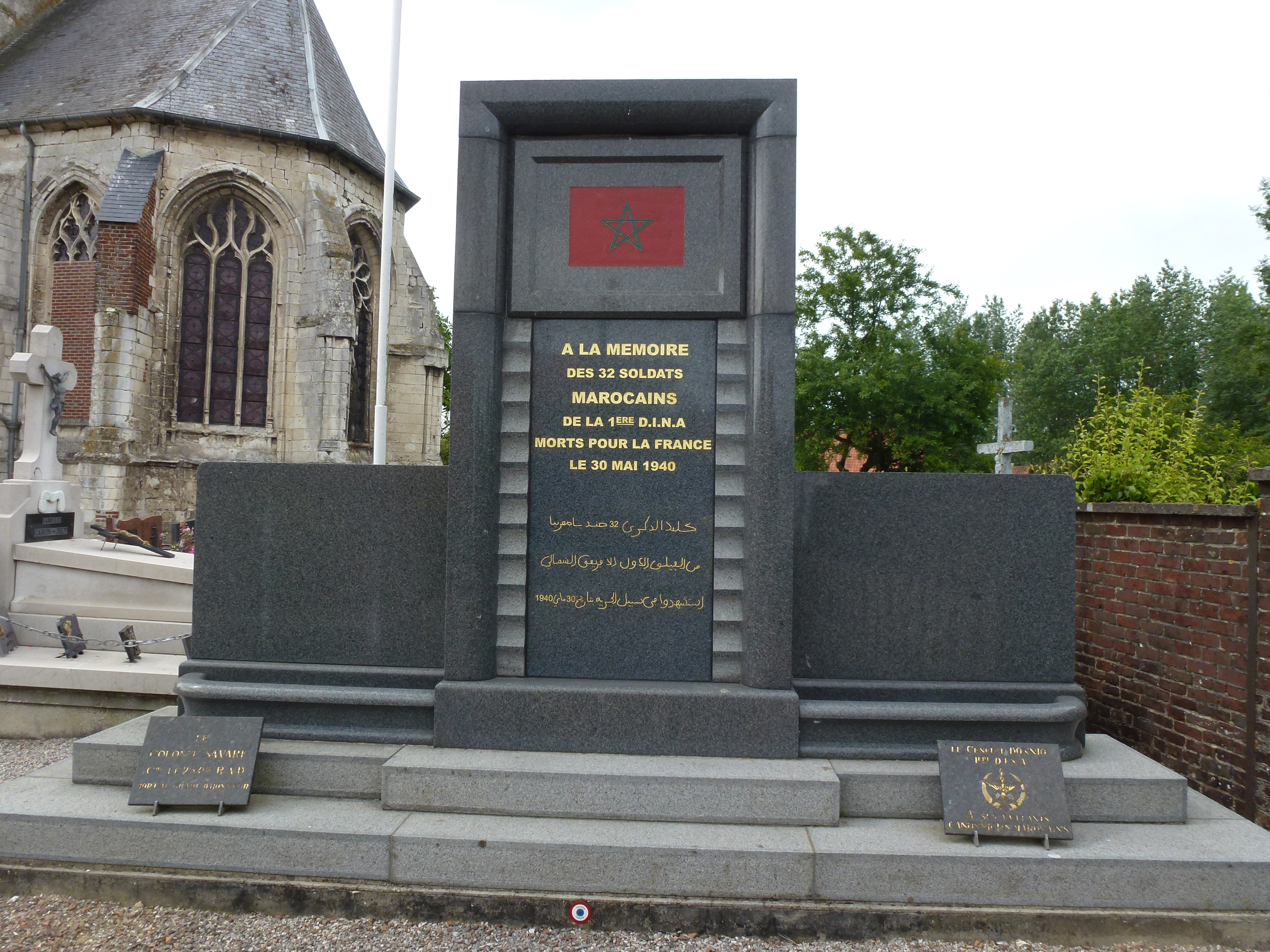
Le mémorial marocain.
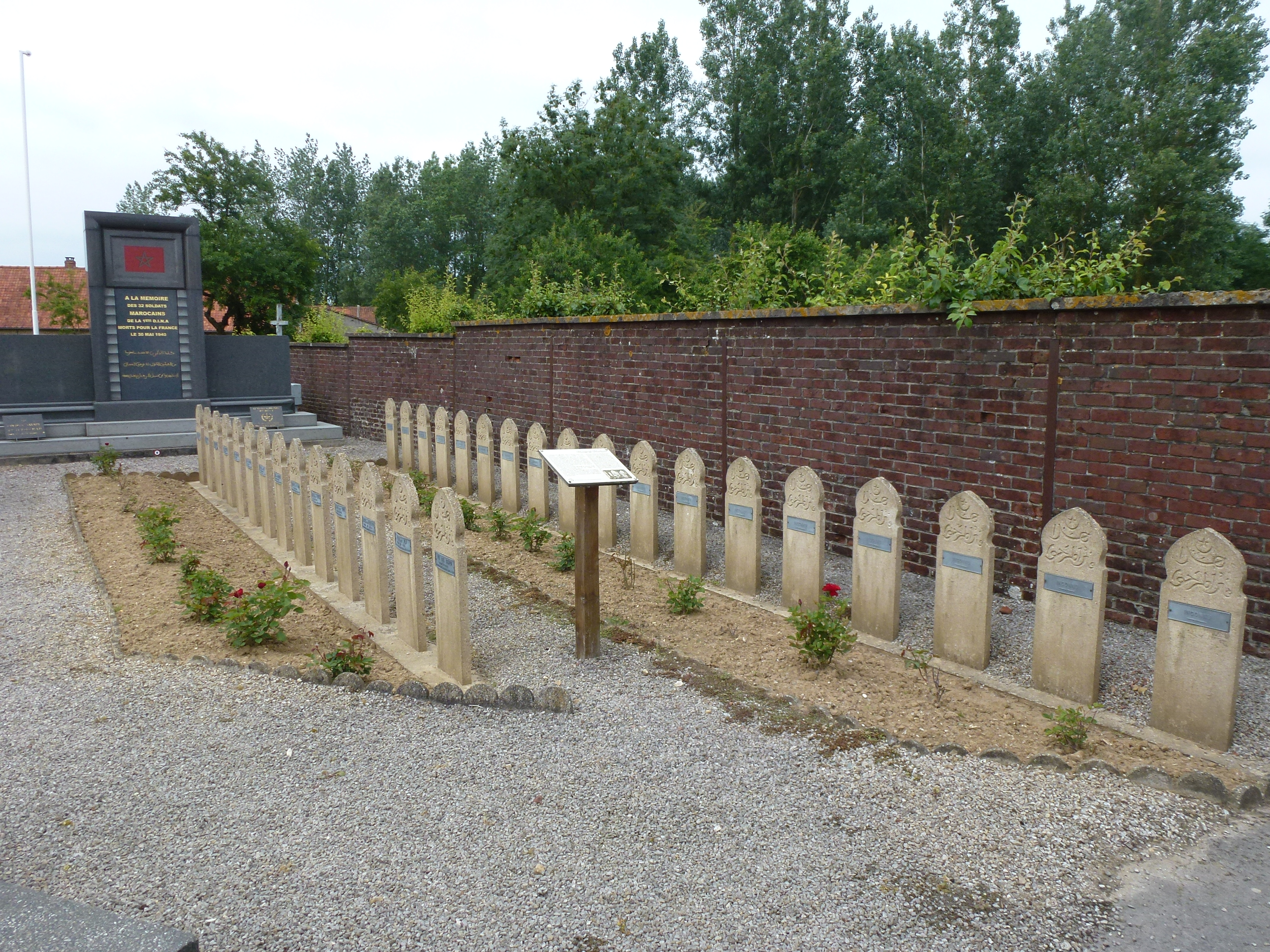
Les tombes des soldats marocains.
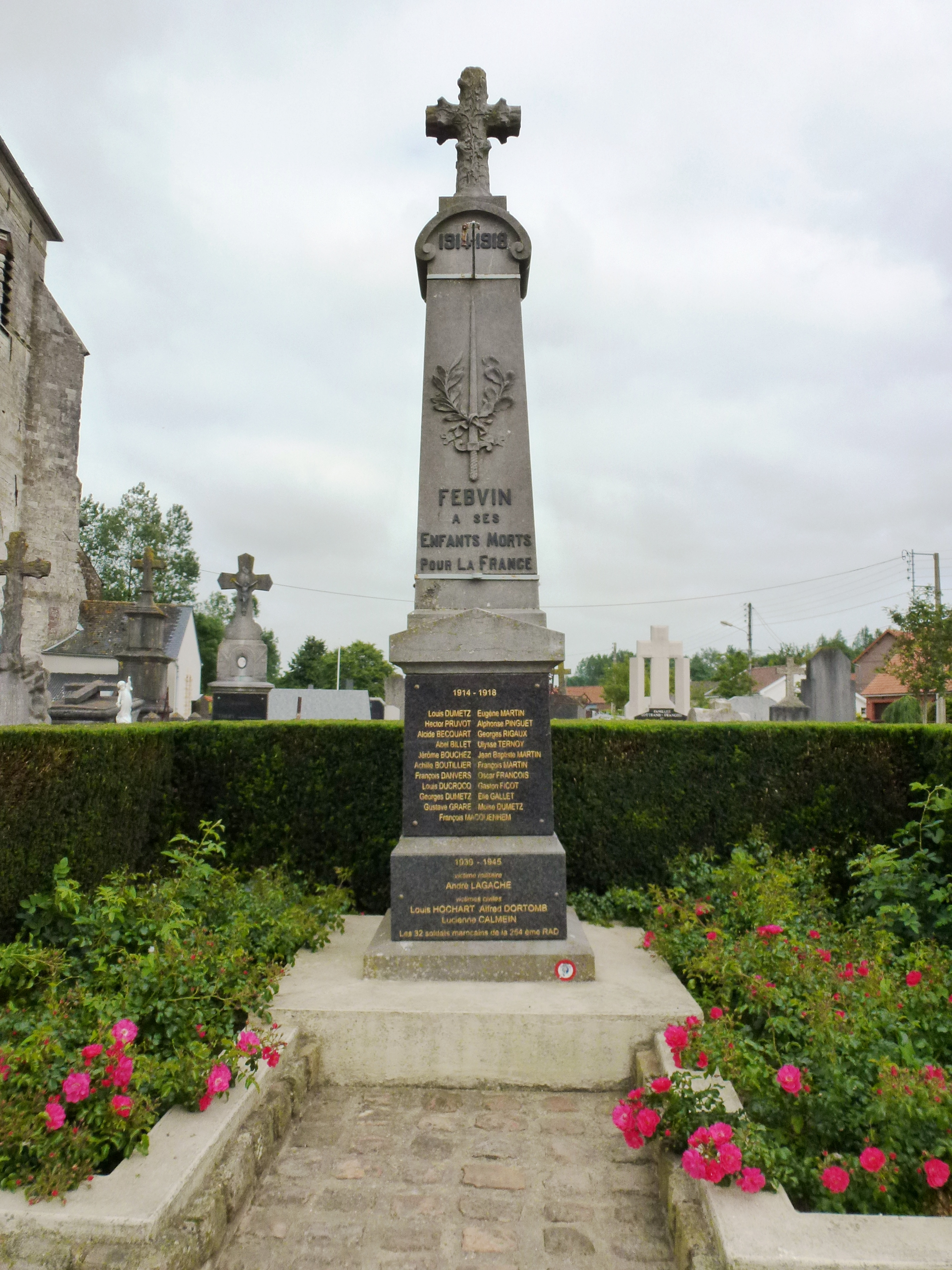
Le monument aux morts.

### Héraldique
| Blason de Febvin-Palfart | Blason  | De sinople à un fer à cheval d'argent clouté de onze pièces de gueules encadrant une (cosse de) fève d'or, à la bordure du même chargée de onze tourteaux du champ.                                                                                  |
| Blason de Febvin-Palfart | Détails | Le fer à cheval fait allusion au monde rural, les onze clous et tourteaux représentent les onze hameaux de la commune et enfin la fève (ou cosse de fève) est pour le nom de Febvin qui signifierait « pays des fèves ». Adopté le 12 décembre 1996. |

## Pour approfondir